# 渡邉拓馬
渡邉 拓馬（わたなべ たくま、1978年10月7日 - ）は、日本の元男子バスケットボール選手である。ポジションはシューティングガード。福島県出身。188cm、83kg。ベンヌ所属。福島ファイヤーボンズGM。

## 来歴
ともに元実業団選手の両親から生まれる。2人の姉も元バスケットボール選手で次姉の貴子は1995年福岡ユニバーシアード銅メダリスト。家族の影響を受け小2でバスケットボールを始めた。
福島市立蓬萊中3年次に全国中学校バスケットボール大会出場。
福島県立福島工高2年次、能代カップで大会得点王に輝き、国内トップレベル選手として認知され、日本Jr代表候補にも選出される。地元開催のふくしま国体では準優勝。
同3年次、能代カップで2年連続の大会得点王に輝く。日本Jr代表のエースとしてアジアジュニア選手権3位、個人としても大会得点王に輝く。高校最後の大会となる全国高等学校バスケットボール選抜優勝大会（ウィンターカップ）では田臥勇太を擁する秋田・能代工高に決勝で敗れるも準優勝、個人としても大会得点王に輝く。
拓殖大学では1年次からエースとして関東大学リーグで4年連続の得点王。2年次にインカレ準優勝。3年次からキャプテンとしてプレー。（縦の人間関係が非常に厳しい大学の体育会系、しかも名門強豪チームにおいて、最上級生を差し置いての下級生キャプテン就任は、異例中の異例といえる）
卒業後の2001年、トヨタ自動車に入社。JBLスーパーリーグ新人王を獲得。日本代表メンバーにも選ばれ、バスケットボールアジア選手権や東アジア競技大会などに出場。2004年に代表から退くが、2006年アジア競技大会で復帰。2009年、第84回天皇杯・全日本総合バスケットボール選手権大会(オール・ジャパン)で男子個人賞・大会ベスト5に選出される。
2012年、日立サンロッカーズに移籍。2シーズン在籍した後、2014年にNBDLのアースフレンズ東京Zに移籍。
2015年、トヨタ自動車アルバルクに復帰。
2016年、引退し、GM補佐兼アカデミーコーチを務めた。
2018年2月、アルバルクでの活動と並行して3x3クラブチームのTACHIKAWA DICEと契約し、選手に復帰。同年の3x3.EXE PREMIERファイナルで優勝し、シーズン制覇した。
2019年2月、アルバルクを退社。Nature Made.EXEに移籍。スペシャルオリンピックスのドリームサポーターとしても活動している。

## 経歴
- 蓬莱中 - 福島工業高 - 拓殖大学 - トヨタ自動車（2001年～2012年） - 日立（2012～2014年） - アースフレンズ東京Z（2014年～2015年） - トヨタ自動車（2015年～2016年）

## 日本代表歴
- 2002アジア大会
- 2005東アジア大会
- 2006アジア大会

## 出演

### テレビ
- BS12 水曜バスケ!（2018年10月10日、BS12トゥエルビ）[4] - 解説